# Біокліматологія
Біокліматолоѓія (від біо… і кліматологія) — розділ біометеорології, що вивчає вплив кліматичних чинників на живі організми. Виникла на стику наук — геофізики, фізики атмосфери, кліматології, географії і біології (медицини). Є розділом біології і прикладної кліматології.
Біокліматологія досліджує реакції і поводження живих організмів, обумовлені різними природними факторами. Важливим напрямком є біокліматологія людини.

## Біокліматологія людини
Біокліматологія людини вивчає вплив на організм людини окремих погодних, кліматичних і геофізичних факторів, а також їхніх комплексів, адаптацію організму людини до цих впливів (акліматизацію) і використання названих впливів у лікувально-профілактичних цілях.
Розділами біокліматології людини є:
- кліматофізіологія — вивчає вплив на організм людини кліматичні і погодні фактори у її місцях проживання, зміни при переїзді в інші кліматичні регіони (акліматизація), вплив сезонних змін;
- кліматотерапія — вивчає використання метеорологічних факторів для лікування різних хвороб;
- кліматопрофілактика — вивчає профілактику захворювань з використанням метеорологічних факторів;
- медична географія — досліджує як на поширення хвороб впливають різних географічні зони.